# حريري الذيل
حريريات الذيل هي مجموعة من الطيور المتوطنة في فيجي. يتم وضع النوعين (Taveuni silktail وNatewa silktail) في جنس Lamprolia. تبدو بشكلها السطحي مثل طائر الجنة ولكن في الواقع ترتبط ارتباطًا وثيقًا بطائر مروحي الذيل.